# Simen Brenne
Simen Brenne (ur. 17 marca 1981 w Fredrikstad), norweski piłkarz, pomocnik lub napastnik, od 2015 roku piłkarz klubu Sarpsborg 08 FF. Piłkarz Selbak Fredrikstad, Moss FK, Fredrikstad FK, Lillestrøm SK, Odds BK i Strømsgodset IF. Reprezentant Norwegii.